# Ryge Rocks
Die Ryge Rocks sind eine kleine Gruppe Rifffelsen im Palmer-Archipel vor der Westküste der Antarktischen Halbinsel. Sie liegen östlich der Oluf Rocks in der Gilbert Strait.
Luftaufnahmen der Falkland Islands and Dependencies Aerial Survey Expedition aus den Jahren von 1955 bis 1957 dienten ihrer Kartierung. Das UK Antarctic Place-Names Committee benannte sie 1960 nach Jan C. Ryge, Kapitän des dänischen Frachtschiffes Oluf Sven, der von 1955 bis 1956 im Dienst für diese Expedition im Einsatz war.